# 勒米诺氏菌属
勒米诺氏菌属為肠杆菌目布杰约维采菌科的一属好氧或兼性厌氧发酵型革兰氏阴性杆菌。此属的模式种为格氏勒米诺氏菌(Leminorella grimontii)。

## 下属物种
- 格氏勒米诺氏菌 Leminorella grimontii Hickman-Brenner et al. 1985，也称格莱蒙特勒米诺氏菌
- 理氏勒米诺氏菌 Leminorella richardii Hickman-Brenner et al. 1985，也称理查德氏勒米诺氏菌